# فاميلي بايسك
فاميلي بايسك (بالإنجليزية: Family BASIC‎؛ باليابانية: ファミリーベーシック‎، ‏Famirī Bēshikku) هو المنتج الاستهلاكي لبرمجة نظام ألعاب الفيديو فاملي كومبيوتر من نينتندو في اليابان. أطلق فاميلي بايسك في 21 يونيو 1984 للمستهلكين في اليابان بواسطة نينتندو، بالتعاون مع هادسن سوفت وشارب. تم إصدار نسخة ثانية بعنوان فاميلي بايسك V3 (بالإنجليزية: Family BASIC V3)‏ في 21 فبراير 1985، مع ذاكرة أكبر وميزات جديدة.

## نظرة عامة
تم إرفاق الإصدار الأول من خرطوشة تطبيق فاميلي بايسك بلوحة مفاتيح بنمط الكمبيوتر وكتاب تعليمي، وتتطلب مسجل شرائط كاسيت لحفظ برامج بايسك التي ينشئها المستخدم. يمكن حفظ البرامج باستخدام أي محرك أشرطة كاسيت، مثل فاميكوم داتا ريكوردر. لم يتم تصميم فاميلي بايسك ليكون متوافقًا مع تخزين القرص المرن على نظام قرص فاميكوم ويتطلب محول ذاكرة الوصول العشوائي لنظام القرص استخدام فتحة خرطوشة فاميكوم، مما يمنع استخدام الفتحة لخرطوشة فاميلي بايسك.
تتضمن فاميلي بايسك لهجة من لغة البرمجة الأساسية المحسّنة لتطوير اللعبة. تم توسيع مجموعة الأوامر المشتقة من مايكروسوفت بايسك مع دعم النقوش المتحركة، والرسوم المتحركة، والخلفيات، والتسلسلات الموسيقية، ولوحات الألعاب. العديد من المكونات المرئية التي شوهدت في ألعاب نينتندو، مثل الخلفيات والشخصيات من سلسلة ماريو ودونكي كونغ 1984-1985، متوفرة كمكونات تطوير فاميلي بايسك، أو تظهر في ألعاب فاميلي بايسك المعدة مسبقًا.
مثل إنتيجير بايسك وتايني بايسك، يدعم مترجم فاميلي بايسك الأعداد الصحيحة فقط. يعتمد على هادسن سوفت بايسك لـSharp MZ80.[بحاجة لمصدر] كلماته الرئيسية باللغة الإنجليزية.

## التطوير
صدر فاميلي بايسك في اليابان بواسطة نينتندو لفاملي كومبيوتر في 21 يونيو 1984 في اليابان. كجزء من التعاون بين نينتندو وشارب وهادسن سوفت، تم إنشاؤه لجذب مستخدمي الكمبيوتر إلى فاميكوم الجديد. كتب كوجي كوندو قسمًا في دليل التعليمات لبرمجة الموسيقى الشعبية اليابانية في اللعبة، كمشروعه الثاني لنينتندو. قبل ذلك، أصبح كوندو مهتمًا بإنتاج الموسيقى من خلال أجهزة الكمبيوتر عن طريق برمجة المؤثرات الصوتية بلغة بايسك على جهاز الكمبيوتر في المنزل. تم إنتاج تنقيحتين من فاميلي بايسك - الأول، "v.2.1"، صدر بعد وقت قصير من بدء إنتاج اللعبة، والثاني، "v.3.0"، صدر في أوائل عام 1985. يتميز الإصدار 3.0 بذاكرة موسعة والعديد من الألعاب المصغرة المضمنة في خرطوشة البرمجة، المشار إليها بواسطة غلاف خرطوشة أحمر.

## التقييم
حققت فاميلي بايسك نجاحًا تجاريًا، حيث تم بيع أكثر من 400000 وحدة بنهاية الثمانينيات.
في مراجعة بأثر رجعي عام 2011، اعتقد ريترو غيمر أنه «بعض ما لا فائدة منه» بالنسبة لفاميكوم نظرًا لارتفاع سعره وعدم توافقه مع نظام القرص فاميكوم، على الرغم من أنهم وجدوا أنه قطعة مثيرة للاهتمام لمجموعة الندرة والمفهوم العام.
في معرض آي جي إن لعام 2013 بأثر رجعي لمكتبة فاميكوم التي فقدت أمام الجماهير خارج اليابان، وصف لوكاس توماس فاميلي بايسك بأنه «حل حوسبة منزلي شرعي». وانتقد الواجهة ووصفها بأنها «غامضة للتنقل» ولكنه تساءل كيف «كان من الممتع رؤية ما كان يمكن لمطوري ألعاب الهواة اللامعين في أمريكا وأوروبا في الثمانينيات تصميمه باستخدام هذه الأدوات في متناول اليد».

## الميراث
استخدم مصمم تشو رين تشا 68K كويتشي «فاميب نو يوشين» يوشيدا فاميلي بايسك لإنشاء لعبتين من ألعاب إطلاق النار بعنوان زانسير وزانسير II. استخدم ساتوشي تاجيري، مبتكر بوكيمون، في البداية فاميلي بايسك كبوابة لبناء فهمه للعملية الداخلية لفاميكوم. وقد ألهمه ذلك لإنشاء جهاز تطوير ألعاب فاميوم الخاص به يدويًا، وجعل لعبة كوينتي الأولى من غيم فريك، والتي تم إصدارها لاحقًا باسم مينديل بالاس (1990).

## وصلات خارجية
- "Family BASIC". NinDB. مؤرشف من الأصل في 2019-12-01.